# Gloria Jean
Gloria Jean (nacida Gloria Jean Schoonover; 14 de abril de 1926 – 31 de agosto de 2018) fue una actriz y cantante estadounidense que protagonizó o coprotagonizó 26 largometrajes entre 1939 y 1959, e hizo numerosas apariciones en radio, televisión, teatro y clubes nocturnos. Se la recuerda sobre todo por su aparición con W. C. Fields en la película Never Give a Sucker an Even Break (1941).

## Primeros años
Jean nació como Gloria Jean Schoonover en Búfalo, Nueva York, hija de Ferman y Eleanor Schoonover; sus antepasados eran alemanes de Pensilvania. Tenía tres hermanas, Sally, Lois y Bonnie. La familia estaba involucrada en su carrera, con Lois como doble de la actriz y su padre dirigiendo su carrera. Jean tenía tres años cuando cantó por primera vez en la radio, bajo el nombre de "Baby Skylark."

## Canto
La familia se trasladó a Scranton, Pensilvania, donde Gloria Jean cantó con la orquesta de Paul Whiteman en las emisiones de radio. A los 12 años, "fue contratada por una pequeña compañía de ópera de Nueva York y se convirtió en el miembro más joven de una compañía de ópera de Estados Unidos."

## Cine

### Universal
Jean se estaba formando como soprano de coloratura cuando su profesora de canto, Leah Russel, la llevó a una audición organizada por el productor cinematográfico de Universal Pictures Joe Pasternak en 1938. Pasternak había guiado a Deanna Durbin al estrellato, y con Durbin avanzando hacia papeles de ingenua, Pasternak quería una cantante más joven para hacer el mismo tipo de musicales. Convocó audiciones para una película llamada The Under-Pup.
"Había cientos de niñas preciosas", recuerda Jean. "A mí me habían sacado del arenero y no tenía muy buen aspecto. Tenía coletas y los dientes un poco torcidos. Pero eso era lo que le gustaba a Joe."

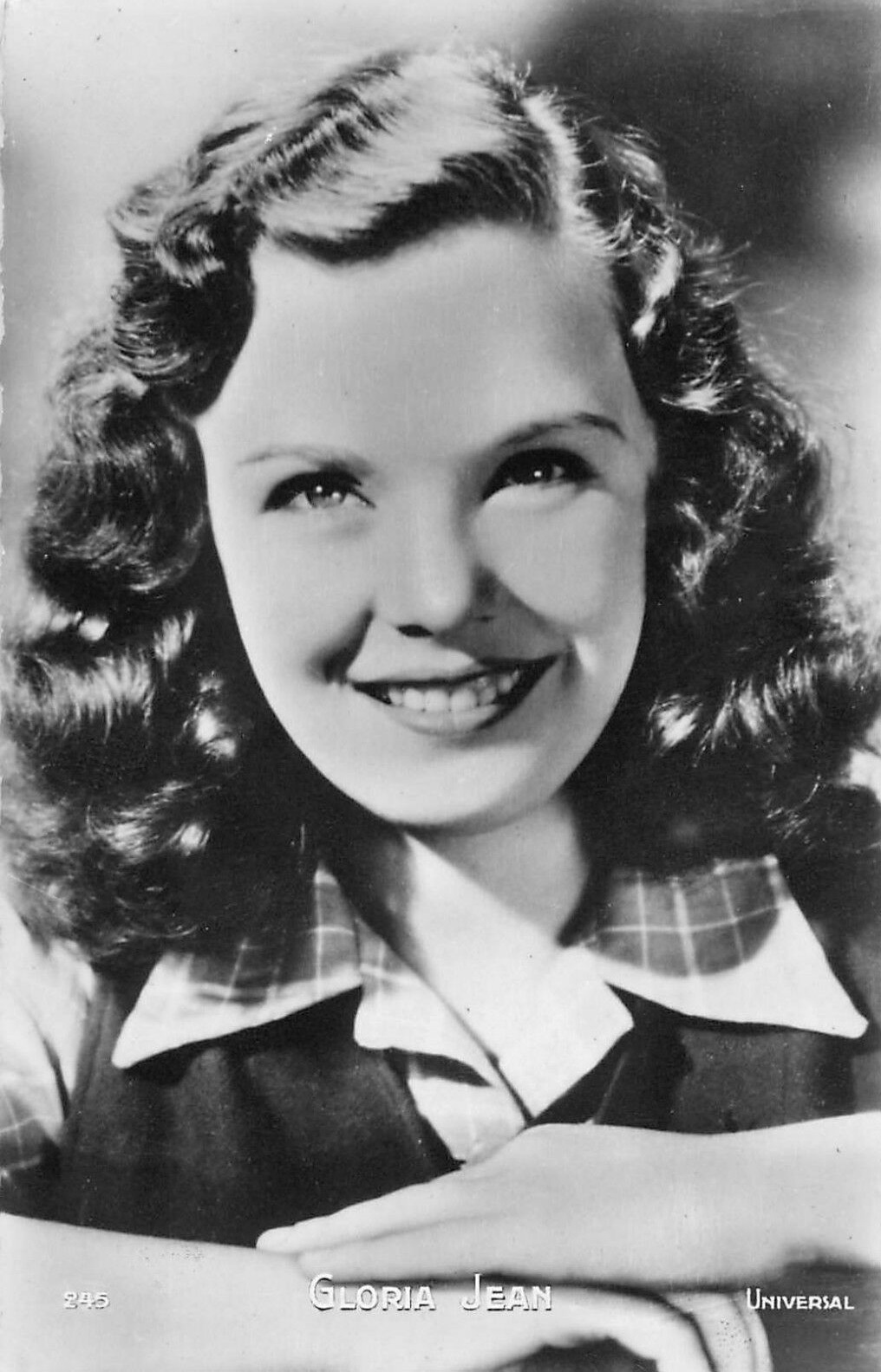
Jean en 1940

Le dijo a Pasternak que no podía cantar porque el piano estaba desafinado. "Mi madre casi me dispara. Joe dijo: `Me gusta esta niña. Vamos a afinar el piano y la traemos mañana'. De camino a casa me dieron toda clase de sermones para que estuviera un poco más apagada. Cuando canté al día siguiente, supe que había salido muy bien". Gloria Jean ganó la audición frente a todas las demás.
Contratada por Universal, obtuvo el papel protagonista en el largometraje The Under-Pup (1939), protagonizado por Robert Cummings y Nan Grey, que había actuado con Durbin en Three Smart Girls Grow Up. La película obtuvo buenos resultados y Gloria Jean se hizo muy popular entre los espectadores. En un principio, el departamento de publicidad de Universal afirmó que la cantante tenía 11 años en lugar de 13; su edad real no se conoció durante muchas décadas.
Actuó junto a Bing Crosby en If I Had My Way (1940), escrita, producida y dirigida por David Butler. A continuación protagonizó la bien recibida A Little Bit of Heaven (1940), que la reunió con muchos miembros del reparto de Under-Pup, incluida Nan Grey; el protagonista masculino era Robert Stack, que apareció varias veces junto a Durbin. Su ascenso al estrellato le causó algunos problemas: en diciembre de 1940 fue demandada por William Lustig, un director de orquesta de Pensilvania que había actuado con ella durante sus años en la radio local; Lustig afirmó ser su antiguo agente.
Su cuarta película se convirtió en la más conocida: Never Give a Sucker an Even Break (1941), que protagonizó junto con W.C. Fields. "Tenía fama, lo sé, de que no le gustaban los niños, pero fue muy amable y considerado conmigo", dijo Gloria más tarde. "Me preguntaba por qué no comía en el set. Cuando parábamos para comer, decía: 'Lleva a ese niño al colegio'. Ahora sé que era porque quería beber."

### Musicales infantiles
Universal reconoció la necesidad de entretenimiento musical en tiempos de guerra, y Jean se convirtió en una de las intérpretes más prolíficas del estudio; durante los años de guerra rodó 14 largometrajes. La mayoría eran musicales dirigidos a los adolescentes de la época, y Universal los utilizó para dar a conocer a nuevos talentos, como Donald O'Connor, Peggy Ryan, Mel Tormé y Marshall Thompson. Apoyó a The Andrews Sisters en What's Cookin' (1942) y luego apareció con Donald O'Connor, Jane Frazee, Robert Paige y Peggy Ryan en Get Hep to Love (1942). Fue dirigida por Charles Lamont, al igual que When Johnny Comes Marching Home (1942), con O'Connor, Ryan, Frazee y Allan Jones. Ella y O'Connor protagonizaron It Comes Up Love (estrenada en 1943).
En 1942, en su primera interpretación dramática, interpretó a una chica ciega en una de las cuatro viñetas de Flesh and Fantasy (1943) de Julien Duvivier. El estudio empezó a admitir su edad real. Su interpretación fue muy aplaudida en el preestreno de la película, y su segmento fue el mejor recibido de los cuatro. Sin embargo, Universal eliminó la secuencia de media hora y la archivó, ante la insistencia de un importante accionista que ejercía un gran control en el estudio. El columnista Edwin Schallert comentó en su momento: "Para Gloria, el hecho de no aparecer en Flesh and Fantasy fue un desengaño, y declara que ha tenido varios incluso hasta ahora en su experiencia. También espera tener más. Es filosófica al respecto. Pero me ha gustado cada una de mis experiencias durante estos cinco años, incluso los desengaños", afirma. Lo peor fue 'The Flesh and Fantasy', porque el papel que interpreté significaba mucho para mí. Era la primera vez que hacía un drama de verdad". Pero ahora planean convertir esa secuencia en un largometraje, lo que probablemente demuestra, como he aprendido, que las cosas suelen salir bien.'"
Tras Flesh and Fantasy, Universal trató de facilitar a Jean la transición de los papeles adolescentes a la categoría de actriz principal. Ya había superado los papeles juveniles, pero aún no era lo bastante madura para interpretar papeles principales. En diciembre de 1942 se le hizo una prueba para el papel principal femenino en Phantom of the Opera, pero se consideró que era demasiado joven. Luego se la consideró para el papel de ingenua cantante en una comedia concurrente de Abbott y Costello, It Ain't Hay (estrenada en 1943), pero la consideraron demasiado mayor.

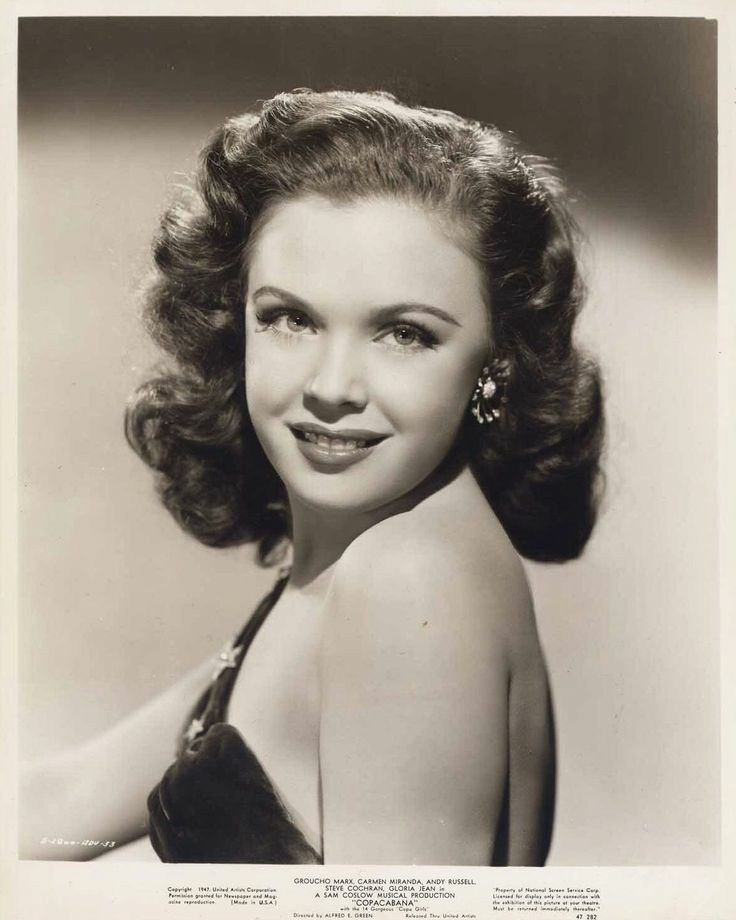
Jean en 1947

Universal la devolvió a las filas del musical económico. Ella y Peggy Ryan coprotagonizaron Mister Big (1943), un vehículo para Donald O'Connor. La siguiente película protagonizada por Jean fue Moonlight in Vermont (1943), con Ray Malone y Betty McCabe, un intento de crear un nuevo equipo de baile y canto para O'Connor-Ryan.
En enero de 1944, Universal anunció que quería lanzar a Jean como una estrella más adulta; cumplió 18 años en abril. Coprotagonizó con Olsen y Johnson la película de gran presupuesto Ghost Catchers (1944), en la que aparecía el cantante Kirby Grant. Los dos vocalistas trabajaron tan bien juntos que la Universal los unió para dos películas más, I'll Remember April y Easy to Look At (ambas estrenadas en 1945).
Cuando el contrato de Jean con la Universal expiró a finales de 1944, su agente Eddie Sherman (que también era el representante de Abbott y Costello) la convenció de que no lo renovara, alegando la necesidad de "un periodo de transición para pasar de los papeles infantiles a los adultos." Esto puso a la Universal en un aprieto; el estudio ya había prometido a los exhibidores tres películas de Jean para la temporada de 1945. Universal resolvió el problema metiendo prisa a Gloria Jean en tres producciones finales que ya habían sido parcialmente terminadas. La secuencia de media hora de Flesh and Fantasy se amplió finalmente en un melodrama de larga duración, Destiny (1944); y ya se habían preparado los guiones de Fairy Tale Murder (1945) (estrenada en Estados Unidos como River Gang) y Easy to Look At.

### Visitas y secuelas
Tras abandonar Universal, Jean hizo apariciones personales por toda América; el éxito de la gira motivó una nueva gira por Europa. En Inglaterra, su interpretación de "The Lord's Prayer" (y la letra "forgive us our debts") fue interpretada por algunos críticos como un comentario mordaz sobre la política de préstamo y arrendamiento de Estados Unidos. "Al día siguiente salió en todos los periódicos la noticia de que había venido a Londres a insultar a los británicos", dijo Jean. "Estaba destrozada." Así, la gira europea terminó abruptamente y Jean regresó a Hollywood.

El abogado de su familia se había esfumado con sus ganancias y ella estaba muy endeudada con las autoridades fiscales federales. Para colmo, ningún director quería a la antigua estrella infantil. "Fue un error alejarme tanto tiempo de Hollywood", admitió en 1960. "Es fácil que te olviden."

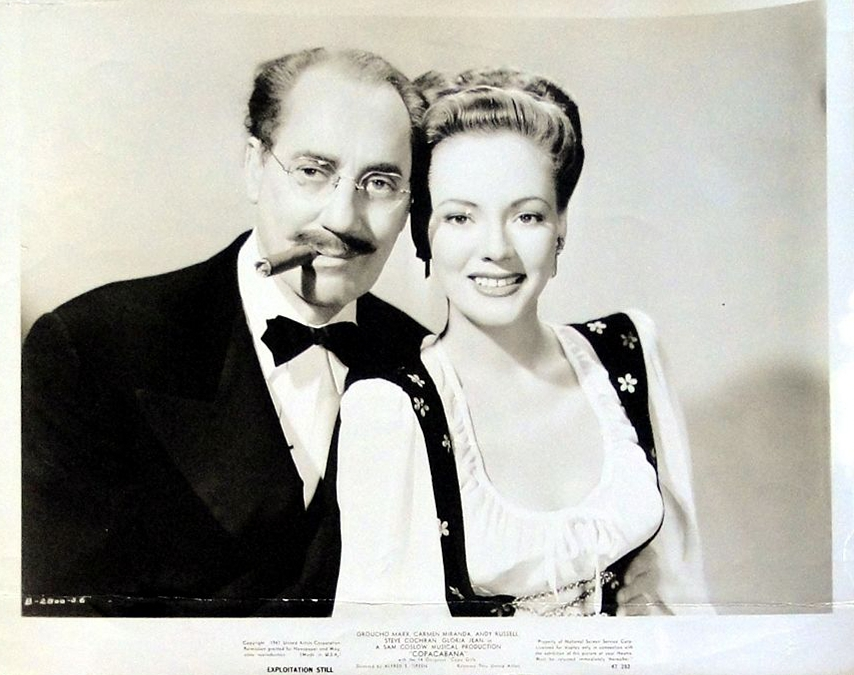
Jean con Groucho Marx en Copacabana (1947)

Reanudó su carrera cinematográfica como actriz independiente en producciones de United Artists, Columbia Pictures y Allied Artists, como Copacabana (1947) con Groucho Marx. Cuatro de sus últimas películas fueron dirigidas por Arthur Dreifuss: I Surrender Dear (1948) y Manhattan Angel (1949) para Sam Katzman, luego las producidas por Dreifuss An Old-Fashioned Girl (1949) para Eagle Lion Films y There's a Girl in My Heart (1949) para Allied Artists.

### Televisión
Jean empezó a aparecer en programas de televisión como Hollywood Theatre Time, Rebound, Death Valley Days, Hallmark Hall of Fame, The Colgate Comedy Hour, Your Favorite Story, Annie Oakley y Lux Video Theatre. Sus actuaciones más conocidas de principios de la década de 1950 fueron seis Snader Telescriptions (musicales de tres minutos sindicados para televisión), que más tarde se recopilaron en la serie de televisión Showtime.
Siguió apareciendo esporádicamente en largometrajes, aunque de bajo presupuesto. Wonder Valley (1952), producida en Arkansas, fue la primera película en color de Jean, pero se perdió. Su siguiente largometraje fue Air Strike (1955), un drama militar menor.
Después de Air Strike, el propietario del restaurante Tahitian de Studio City, California, contrató a Jean como anfitriona, para recibir y sentar a los comensales. Disfrutaba de la experiencia y, en ocasiones, dirigía el restaurante en ausencia de su jefe. Los clientes del mundo del espectáculo se sorprendieron de que una estrella de cine trabajara en un restaurante, lo que dio lugar a artículos de interés en la prensa nacional.
El veterano productor de Hollywood Edward Finney, admirador de Jean, vio uno de estos reportajes y la contrató para protagonizar la comedia ligera Laffing Time (rodada en 1959 y reestrenada como The Madcaps en 1964). Jerry Lewis también leyó que Jean trabajaba en un restaurante y la contrató para un papel de cantante en su última producción, The Ladies Man (1961). Lewis eliminó casi todo su metraje de la película terminada; sólo aparece como extra y no tiene diálogo. Fue su última película en el cine.
Sus últimas apariciones fueron en The Dick Powell Theatre, Lockup y Saints and Sinners.

## Vida personal
El columnista Bob Thomas informó de que Jean estaba prometida a un piloto que había muerto en la guerra de Corea. La propia Jean lo negó, calificándolo de error de identidad.
En 1962 se casó con el actor italiano Franco Cellini, pero su matrimonio se vio afectado por las frecuentes ausencias del actor. En 1966 ya estaban divorciados. "Parece que atraigo a los borrachos", decía. De la unión nació un hijo, Angelo.
Tuvo problemas con Hacienda. "Parece que había muchos errores en las antiguas declaraciones de la renta", dice. "Así que vino el Servicio de Impuestos Internos y embargó todos mis bienes. Todo... Decidí, a diferencia de otras muchas estrellas infantiles, que en lugar de quedarme sentada esperando trabajo en el mundo de la interpretación, me levantaría y saldría a buscar trabajo."
En 1965 fichó por una agencia de empleo, que la envió a Redken Cosmetics, donde trabajó como recepcionista hasta 1993.
"Soy muy feliz", dijo en 1986. "Siento que tuve un pasado maravilloso y tengo un presente contento y feliz."

## Reaviva el interés por su vida y sus películas
En diciembre de 1991, Jean fue galardonada por la Young Artist Foundation con el premio Former Child Star "Lifetime Achievement", en reconocimiento a sus logros dentro de la industria cinematográfica como intérprete juvenil. Jean también participó en varias exposiciones de nostalgia y autógrafos, en las que se reunía con fans y exhibía recuerdos. Siempre conservó su afición y mantuvo una correspondencia constante con amigos y admiradores durante el resto de su vida.
Las películas de Jean están empezando a recibir nueva publicidad: If I Had My Way ha sido restaurada a su duración original y editada en DVD, seguida del lanzamiento en DVD de Never Give a Sucker an Even Break. (Los últimos documentales sobre W. C. Fields incluyen clips recientes de Gloria Jean, recordando cómo trabajaba con él). Universal Pictures ha realizado nuevas copias en 35 mm de Mister Big y Get Hep to Love para su uso en salas. Su película de 1947 Copacabana está disponible en vídeo doméstico.

## Últimos años
Tras su retiro de Redken, Jean vivió en California con su hermana Bonnie. Tras la muerte de Bonnie en 2007, se trasladó a Hawái para vivir con su hijo Angelo y su familia (Angelo falleció en 2017). Muy al final de su vida sufrió problemas de salud, incluidas dos caídas graves que ralentizaron su movilidad, y una afección cardíaca. Murió de insuficiencia cardíaca y neumonía el 31 de agosto de 2018, en un hospital cerca de su casa en Mountain View, Hawái, a la edad de 92 años. Le sobreviven su nuera, Jennifer, y cuatro nietos.
Su biografía autorizada, Gloria Jean: A Little Bit of Heaven, se publicó en 2005. También con la colaboración de Jean, se creó un sitio web de homenaje, GloriaJeanSings.com. Su presencia en Internet incluye una serie de vídeos que muestran a la actriz tal y como aparecía en los últimos años.

## Filmografía
| Año  | Película                                  | Papel                               | Notas |
| ---- | ----------------------------------------- | ----------------------------------- | --- |
| 1939 | The Under-Pup                             | Pip-Emma Binns                      | Primera producción, para Universal                                                                                         |
| 1940 | If I Had My Way                           | Patricia Johnson                    | |
| 1940 | A Little Bit of Heaven                    | Midge Loring                        | |
| 1941 | Never Give a Sucker an Even Break         | sobrina de W.C. Fields, Gloria Jean | |
| 1941 | Jingle Belles                             | Song specialties                    | cortometraje (reeditado a Winter Serenade)                                                                                 |
| 1942 | What's Cookin'?                           | Sue Courtney                        | |
| 1942 | Get Hep to Love                           | Doris Stanley                       | (lanzado fuera de Estados Unidos como She's My Lovely)                                                                     |
| 1942 | When Johnny Comes Marching Home           | Marilyn Benton                      | |
| 1943 | It Comes Up Love                          | Victoria Peabody                    | (lanzado fuera de Estados Unidos como A Date with an Angel)                                                                |
| 1943 | Mister Big                                | Patricia Davis                      | |
| 1943 | Moonlight in Vermont                      | Gwen Harding                        | |
| 1944 | Ghost Catchers                            | Melinda Marshall                    | |
| 1944 | Pardon My Rhythm                          | Jinx Page                           | |
| 1944 | Reckless Age                              | Linda Wadsworth                     | |
| 1944 | Destiny                                   | Jane Broderick                      | Incluye secuencia eliminada de Flesh and Fantasy                                                                           |
| 1945 | I'll Remember April                       | April Garfield                      | |
| 1945 | Easy to Look At                           | Judy Dawson                         | última producción de Universal                                                                                             |
| 1945 | River Gang                                | Wendy                               | Rodada con anterioridad pero con estreno retrasado por Universal; estrenada fuera de Estados Unidos como Fairy Tale Murder |
| 1947 | Copacabana                                | Anne Stuart                         | producción de Sam Coslow para United Artists                                                                               |
| 1948 | I Surrender Dear                          | Patty Nelson, aka Patty Hart        | Columbia |
| 1948 | Manhattan Angel                           | Gloria Cole                         | Columbia |
| 1948 | An Old Fashioned Girl                     | Polly Milton                        | Eagle-Lion |
| 1949 | There's a Girl in My Heart                | Ruth Kroner                         | Allied Artists |
| 1952 | Wonder Valley                             |                                     | producción de Viva Ruth Liles; no se conocen copias utilizables                                                            |
| 1955 | Air Strike                                | Marge Huggins                       | producción de Robert L. Lippert                                                                                            |
| 1959 | Laffing Time (reeditado como The Madcaps) | Sally Suffer                        | producción de Edward Finney                                                                                                |
| 1961 | The Ladies' Man                           | Chica en pensión                    | Paramount |

## Apariciones en radio
| Año  | Programa          | Episodio/fuente |
| ---- | ----------------- | --------------- |
| 1940 | Lux Radio Theatre | The Under-Pup   |